# Erich Traub
Erich Traub (27 de junio de 1906-18 de mayo de 1985) fue un veterinario , científico / virólogo alemán.

## Desarrollo
Durante los 1930s, desarrolló investigación en vacunas y virus, incluyendo virus de pseudorabia y los virus de la Coriomeningitis linfocítica (LCM), En el Instituto Rockefeller de Investigación Médica Rockefeller, Princeton, NJ.
Traub trabajó en la Universidad de Giessen, Alemania, desde 1938 a 1942, y desde 1942 a 1948 en el Reichsforschungsanstalt (für Viruskrankheiten der Tiere) en Insel Riems (Isla Riems), un instituto alemán de investigación de virus animales localizado en el Mar Báltico, ahora llamado Friedrich Loeffler Institute.  El Reichsanstalt era dirigido por el Prof. Dr. Otto Waldmann;  Traub era el vicepresidente. Traub trabajaba directamente para el subordinado de Adolf Hitler, Heinrich Himmler En Insel Riems, los intereses del Dr. Traub incluyeron colectar personalmente virus de la Peste Bovina desde Anatolia, empacándolo para usarlo como arma en el ganado soviético. El Dr. Traub también experimentó con la bacteria de Glanders teniendo una especial fascinación por aquellos microorganismos que destruían el cerebro.

## Es llevado a Estados Unidos
En las postrimerías de la Segunda Guerra Mundial , el Gobierno de los Estados Unidos decidió llevar a Estados Unidos a los científicos nazis que tuvieran tecnologías de punta. Así Traub fue llevado a los Estados Unidos desde la Unión Soviética  en 1949 bajo el auspicio del programa de Gobierno de los Estados Unidos, Operación Paperclip, destinado a explotar el conocimiento nazi alcanzado por Alemania durante la dictadura de ese signo.
Desde 1949 - 1953 estuvo asociado al Naval Medical Research Institute en Bethesda,  (Operación Paperclip).  Subsecuentemente, en 1953, fundó y dirigió una nueva rama del Instituto Loeffler en  Tübingen, Alemania, dirigiéndolo desde 1953 a 1963.

## Acusaciones de nazismo
En el libro  Lab 257,  afirman que Traub era un Nazi (Traub era miembro del NSKK (cuerpo de motoristas , subsidiario de las SA, desde 1938-1942; él no era miembro del NSDAP o  SS; Traub y su esposa eran miembros del Amerika Deutscher Bund desde 1934-1935). Además, el NSKK fue declarada una organización condenable pero no criminal en los Juicios de Núremberg. Carroll afirma que Traub trabajaba directamente para  Heinrich Himmler, jefe de las SS y de la Gestapo, quien en 1943 tomó el control del Innenministerium (del idioma alemán: Innenministerium ‘Ministerio del Interior’); el Reichsanstalt fue transferido administrativamente al Ministerio del Interior en 1943. La cadena de mando era Himmler , Conti, Dr. Kurt Blome , Waldmann y Traub.  En 1944 Blome ordenó a Traub conseguir bacterias de Peste Bovina en Turquía; después de su regreso se comprobó que la cepa era no virulenta , así que los planes respecto a ella fallaron.
Carroll afirma que Traub visitó los laboratorios de investigación de Plum Island , New York en al menos 3 ocasiones en los 1950s. La instalación de Plum Island , operada por el Departamento de Agricultura, hace experimentación en la enfermedad Glosopeda, una de las áreas de experticia de Traub. A Traub le fue ofrecida una posición ejecutiva en Plum Island en 1958 , la cual declinó. Carroll, con el autor John Loftus, afirman que los Estados Unidos han desarrollado en Plum Island. La conexión entre Plum Island - Enfermedad de Lyme - Erich Traub es sólo ficción.  Traub como experto en Fiebre aftosa para la FAO desde 1963-1967, y en Ankara, Turquía, desde 1969-1971.  Se retri´del Alemania Federal|servicio civil alemán federal en 1971. En 1972, con ocasión del 500 aniversario de la Ludwig-Maximilians-Universität - LMU), de Múnich, Traub recibió Un Doctorado honoris causa por sus logros en virología básica y aplicada (investigación básica en virus de la Coriomeningitis linfocítica (LCM); definición y diagnóstico de cepas de Fiebre Aftosa (FMD) y sus variantes; desarrollo de vacunas adsorbantes contra la Gripe aviaria, la Enfermedad de Teschner del cerdo, y erisipelas del cerdo).
La Alemania Nazi no produjo armas biológicas. Hitler personalmente bloqueó el desarrollo de tales armas . Se apoyaron el desarrollo de vacunas con motivos defensivos  Como es bien sabido, la Convención sobre Armas Biológicas (BWC), entró en vigencia el 26 de marzo de 1975, prohibiendo el desarrollo, producción, y almacenamiento de armas biológicas o tóxicas; sólo permitiéndose los aspectos de guerra biológica concernientes a la profilaxis y otros desarrollos pacíficos.  La investigación acerca de vacunas es legítima. Sin embargo hay otros miembros de la comunidad científica internacional como la Dra Patricia Doyle, PhD no creen esto y ven al laboratorio de Traub simplemente como una prolongación de Fort Detrick . Y como tal está ligado al uso de virus como el sida o el virus del Nilo Occidental como armas.